# Hoplochaitophorus quercicola
Hoplochaitophorus quercicola är en insektsart som först beskrevs av Monell 1879.  Hoplochaitophorus quercicola ingår i släktet Hoplochaitophorus och familjen långrörsbladlöss. Inga underarter finns listade i Catalogue of Life.